# Grim Reaper
Grim Reaper é uma banda de heavy metal do Reino Unido formada em 1979 em Droitwich Spa, Inglaterra por Nick Bowcott.
A banda foi e voltou várias vezes após seus três álbuns. Todos eram repletos de fantasia e história quase iniciando o power metal. Mas, ao contrário de seus irmãos do hard rock, esses quatro furiosos conseguiram ficar entre os melhores nos Estados Unidos sempre que lançavam seus discos.

## História
A banda foi formada em 1979 em Droitwich Spa, Inglaterra, pelo guitarrista Nick Bowcott, que também é creditado pelas letras nos álbuns. Ele trabalhou com vários músicos locais antes de finalmente estabelecer uma formação que incluia o vocal Steve Grimmett, o baixista Dave Wanklin e vários bateristas. Tocando em volta da cidade natal, eles conseguiram um grande contrato em 1981 com a faixa "The Reaper" (ainda com Paul DeMercado nos vocais). Um segundo grande contrato foi assinado logo em seguida quando a banda venceu 99 competidores no evento local Battle of the Bands.
O Grim Reaper lançou no verão de 1984 o estrondoso See You in Hell, que foi gravado em apenas quatro dias. O álbum foi considerado o 73º melhor na tabela da Billboard daquele ano. A música da banda era selvagem demais para conseguir um lugar entre as 40 melhores com exposição somente pelo rádio, mas um videoclipe foi gravado e circulou bastante pela MTV, o que ajudou a vender mais álbuns, dando-lhes uma turnê nacional naquele mesmo ano. A banda também recebeu elogios de críticos como Robert Hilburn do Los Angeles Times, que deu o primeiro lugar no seu ranking das bandas de heavy metal.
Depois de concretizado o sucesso do álbum, o Grim Reaper volta sua atenção para a sequência de See You In Hell. Fear No Evil, que traz o baterista Marc Simon, gravado em nove dias. Lançado em maio de 1985 o álbum atingiu os mais vendidos em poucas semanas. As vendas desse segundo álbum aumentaram com outra turnê e outro poderoso clipe "Fear No Evil", dirigido por Chris Gaberin, que trabalhara em clipes de diversos artistas, desde John Cougar Mellencamp até Quiet Riot. O vídeo foi feito na parte oeste de Londres, próximo ao Aeroporto de Londres Heathrow. Neste foi apresentado o mascote da banda, uma personagem meio homem, meio lobo, cujo lema era "Tema o ceifador: ninguém escapa do poder maligno". Fear no Evil pode não ser um vídeo bem produzido, mas as forças das imagens combinadas com o excelente desempenho do grupo tornaram-no bem visto na MTV.
Em 1986 a banda começou as gravações do que seria então o terceiro disco, intitulado "Night of the Vampire". Porém, o resultado final não foi aprovado pela gravadora americana RCA que distribuia os álbuns da banda nos Estados Unidos. Isso rendeu uma batalha na justiça, pois além de estarem presos a gravadora inglesa Ebony Records, cujo dono era produtor da banda em estúdio, a RCA pagou o produtor Max Norman (que trabalhava com Ozzy Osbourne) para regravar novamente o disco e a gravadora inglesa alegou quebra de contrato.
Enfim, a RCA livrou a banda do contrato europeu e no final do verão de 1987 o grupo voltava com aquele que seria seu terceiro e último álbum, a regravação de "Night of the Vampire" renomeado então de Rock You to Hell, transformando-se noutro best-seller, trazendo, por sua vez, outro baterista, Lee Harris.
Apesar do sucesso, houve problemas na banda que culminaram em uma separação após Rock You to Hell. Seu fundador Nick Bowcott se tornou um dos escritores da revista Circus e mais tarde chegou a trabalhar para Marshall Amps em Nova Iorque. Steve Grimmett fez muito melhor a si mesmo juntando-se ao Onslaught, formado em 1983, como um híbrido de punk/metal, pelo baterista Steve Grice e o guitarrista Nige Rockett. Grimmett, por outro lado, sairia da banda em 1990 desapontado com as críticas que recebeu.
Depois do Onslaught, Grimmett formou o Lionsheart, que era mais melódico, ainda com um toque hard rock presente em seus trabalhos anteriores.
Em 1994 o clipe "See You in Hell" foi brevemente reavivado quando apareceu em um episódio da série da MTV, Beavis and Butthead. Os protagonistas da série divertiram-se com o vídeo, contudo, quando o Grim Reaper estava no ápice de seu trabalho, era uma banda tão estrepitosa que poderia ao mínimo sobreviver com quaisquer outros músicos que viessem a levar a banda adiante. A coleção da RCA que traz seus dois primeiros álbuns prova isso.

## Steve Grimmett’s Grim Reaper
O vocalista Steve Grimmett precisou ser internado em 2017, durante uma turnê pela América do Sul ele sofreu uma infecção grave na perna direita, que precisou ser amputada. Desde então, permaneceu no Equador enquanto recebia o tratamento.

## Formação

### Membros atuais
- Steve Grimmett - Vocal (1982-1988, 2006-presente)
- Ian Nash - Guitarra (2006-presente)
- Ritchie Walker - Baixo (2006-presente)
- Pete Newdeck - Bateria (2006-presente)

Última formação, turnê de 2006 (O atual grupo também é chamado de Steve Grimmett's Grim Reaper e todos os membros também fazem parte da banda solo de Grimmett)

### Membros anteriores
- Nick Bowcott - Guitarra (1979-1988)
- Kevin Neale - Baixo (1979-1981)
- Adrian Jacques - Bateria (1981-1982)
- Lee Harris - Bateria (1982-1984)
- Dave Wanklin - Baixo (1981-1987)
- Paul DeMercado - Vocal (1981)
- Mark Simon  - Bateria (1984-1988)
- Geoff Curtis  - Bateria (1987-1988)

## Discografia

### Álbuns de estúdio
- 1984: See You in Hell
- 1985: Fear No Evil
- 1987: Rock You to Hell

### Demos
- 1981: Bleed'em Dry
- 1982: For Demonstration Only
- 1983: Demo '83

### Coletâneas
- 1999: Best of Grim Reaper

### Singles
- 1982: "See You in Hell"
- 1983: "The Show Must Go On"
- 1984: "Fear No Evil"
- 1986: "Rock You to Hell"